# Núñez de Tarifa
Núñez de Tarifa (denominada anteriormente Benjumea) es una ganadería brava española, aunque afincada en Portugal. Fue fundada a mediados del siglo xix por José María Benjumea Vecino; a mediados del xx su propietario de entonces, el torero Joselito el Gallo, liquidó toda la ganadería dejándola disuelta y totalmente sin actividad hasta el año 2000, cuando fue rehabilitada por Isabel Benjumea Cabeza de Vaca, descendiente directa de José María Benjumea. En la actualidad, los toros y vacas de la ganadería pastan en la finca “Barahona”, situada en el término municipal de Beja, capital del distrito homónimo en Portugal; está inscrita en la Agrupación Española de Ganaderos de Reses Bravas.

## Historia de la ganadería
En 1832, José María Benjumea Vecino forma una ganadería con reses que procedían de José Vázquez de Sevilla, haciendo su debut en Madrid el 19 de octubre de 1848. Tras el fallecimiento del fundador, las reses empiezan a lidiarse desde 1869 como Hijos de José María Benjumea y desde 1876 con el nombre de los descendientes. Estos venden la ganadería en 1919 al reconocido torero José Gómez Ortega, también conocido como Joselito el Gallo, aunque no la mantendrá durante mucho tiempo pues la muerte de su madre le hizo desistir de hacerse ganadero de bravo, y comenzó a liquidar el ganado vendiendo algunos lotes y llevando reses al matadero. En el año 1999, una descendiente directa de José María Benjumea, Isabel Benjumea Cabeza de Vaca, rehabilita el hierro y en el 2005 compra la ganadería; en la actualidad está formada con reses de encaste Domecq procedentes de Núñez del Cuvillo, y su propietario es Francisco Núñez Benjumea, hijo de Isabel Benjumea y de Joaquín Núñez del Cuvillo.

### Toros célebres
- Guerrita: toro castaño de capa, herrado con el nº 23. Fue indultado por El Fandi en la tradicional corrida goyesca de Antequera el 24 de agosto de 2014.[8][9][10]
- Nadador: toro negro de capa, de 500 kg de peso y herrado con el nº 23, indultado por Manuel Jesús El Cid en la localidad granadina de Baza el 12 de septiembre de 2013. El toro hubo de ser anestesiado en el ruedo y trasladado a los corrales en tractor al no disponer la plaza de bueyes.[11][12][13][14]

## Características
La ganadería está conformada con reses de Encaste Juan Pedro Domecq en la línea de Osborne, procedentes de Núñez del Cuvillo. Atienden en sus características zootécnicas a las que recoge como propias de este encaste el Ministerio del Interior:
- Toros elipométricos y eumétricos, más bien brevilíneos con perfiles rectos o subconvexos, con una línea dorso-lumbar recta o ligeramente ensillada; y la grupa, con frecuencia, angulosa y poco desarrollada y las extremidades cortas, sobre todo las manos, de radios óseos finos.
- Bajos de agujas, finos de piel y de proporciones armónicas, bien encornados, con desarrollo medio, y astifinos, pudiendo presentar encornaduras en gancho. El cuello es largo y descolgado, el morrillo bien desarrollado y la papada tiene un grado de desarrollo discreto.
- Sus pintas son negras, coloradas, castañas, tostadas y, ocasionalmente, jaboneras y ensabanadas, estas últimas por influencia de la casta Vazqueña. Entre los accidentales destaca la presencia del listón, chorreado, jirón, salpicado, burraco, gargantillo, ojo de perdiz, bociblanco y albardado, entre otros.

## Premios y reconocimientos
- 2014: Premio “Manuel Illescas” del Foro cultural 3 taurinos 3 a la mejor ganadería de la Feria taurina de la Virgen del Mar de Almería 2014, por la corrida lidiada por Ruiz Manuel, El Fandi e Iván Fandiño.[16][17][18]